# Ла-Пасьега
Ла-Пасьега (исп. La Pasiega) — пещера, расположенная в испанском муниципалитете Пуэнте-Вьесго, является одним из важнейших памятников Искусства периода Палеолита в Кантабрии. Входит в список Всемирного Наследия Человечества ЮНЕСКО с июля 2008 года, в составе группы «Пещера Альтамира и наскальное искусство периода Палеолита на севере Испании» (анг. Cave of Altamira and Paleolithic Cave Art of Northern Spain).
Располагается в сердце провинции, посреди долины реки Пас, недалеко от пещеры Орнос-де-ла-Пенья и горы Кастильо, в которой также находятся пещеры Лас-Монедас, Лас-Чименеас и Эль-Кастильо. Вместе взятые, пещеры горы Кастильо образуют удивительно полный комплекс, как с художественной, так и с точки зрения материальной культуры Каменного века. Ла-Пасьега состоит в основном из огромной галереи, длиной около 120 метров (разведанный участок), которая проходит более или менее параллельно склону горы и выходит на поверхность в шести точках — шести небольших устий, большинство из которых заблокированы, а два, в настоящее время, обустроены как вход для посетителей. Основная галерея, длиной около 70 метров, разветвляется на второстепенные, более глубокие, извилистые и лабиринтообразные галереи, которые в некоторых местах расширяются, образуя залы. Залы II—VIII, Зал Галереи B и Зал XI Галереи С содержат произведения живописи периода Палеолита. В последних двух также располагаются пещерные святилища.
Описанные находки относятся, главным образом, к позднему этапу солютрейской культуры и раннему этапу мадленской, несмотря на что, встречаются и более древние предметы. По всей пещере рассеяны остатки наскального искусства — краски и высеченные гравюры. Выделяются изображения лошадиных, оленевых (самок и самцов) и полорогих пород. Также встречаются многочисленные абстрактные изображения.

## Открытие
Научное открытие пещеры Ла-Пасьега принадлежит Вернерту и Обермайеру, которые, находясь на раскопках в пещере Эль-Кастильо в 1911 году, получили от рабочих известие о другой полости, находящейся поблизости, которую местные жители называли «Пасьега». Исследователи сразу определили, что грот содержал произведения наскальной живописи. Некоторое время спустя, аббат Брейль, сам Обермайер и Эрмилио Алькальде дель Рио предприняли его систематическое изучение. Результаты не поспели к завершению большого труда, который в том же году опубликовали Брейль, Алькальде дель Рио и Сьерра и вошли в отдельную монографию 1913 года, которая сыграла решающее значение в развитии научных исследований доисторического наследия в Испании:
На протяжении следующего десятилетия, Алькальде дель Рио полностью присоединился к международной команде, организованной Парижским институтом человеческой палеонтологии, в которой уже состояли аббат Брейль и А. Обермайер. В это время происходит открытие пещеры Ла-Пасьеги. Это важнейший момент в истории изучения кантабрийского наскального искусства. Результаты их труда нашли отражение в совместных работах, увидевших свет в Монако и описывающих пещеры этой области (Алькальде дель Рио, Брейль и Сьерра, 1911), в частности, пещеру Ла-Пасьегу (Брейль, Обермайер и Алькальде дель Рио, 1913)
Хоакин Гонсалес Эчегарай

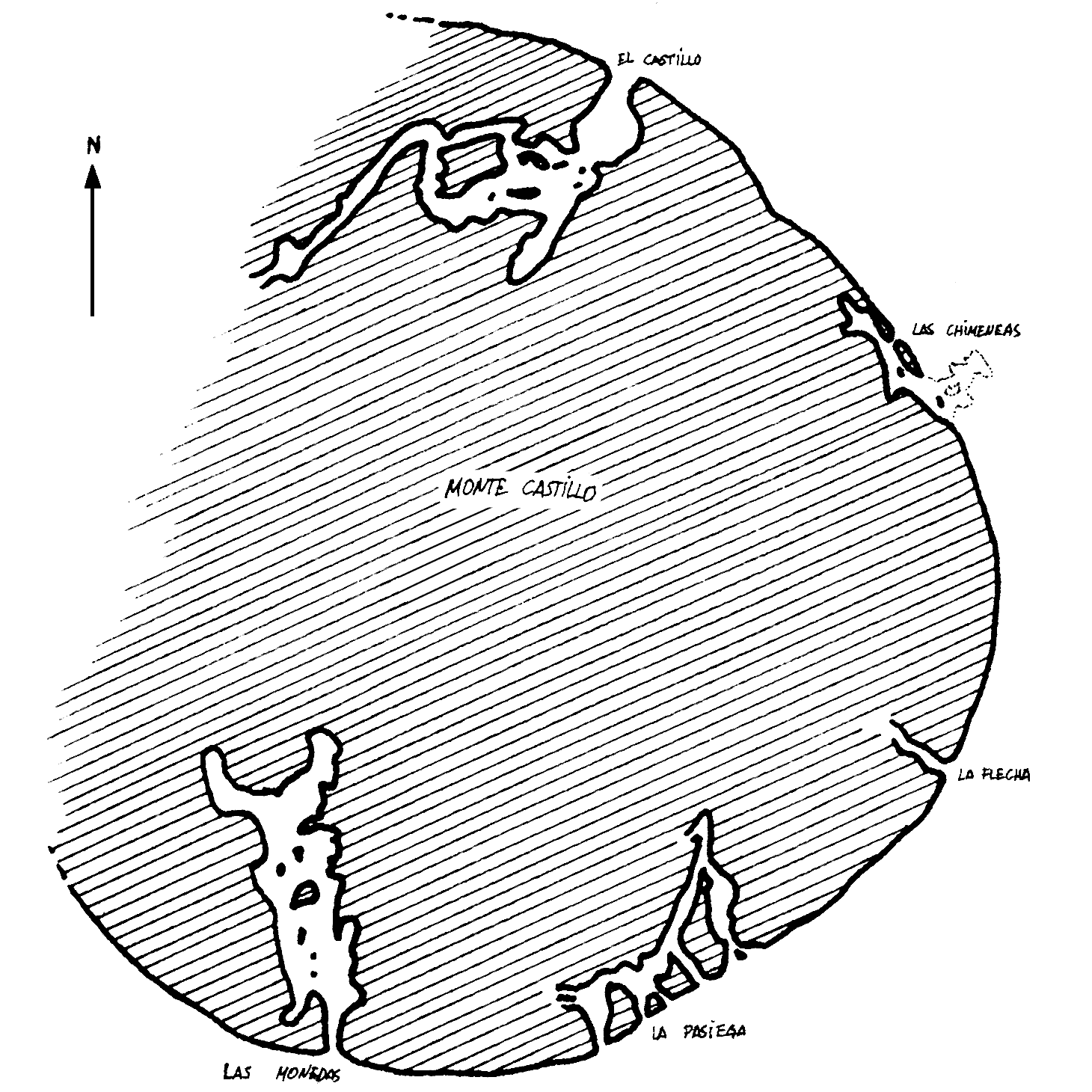
Положение пещер в горе Кастильо
(Пуэнте-Вьесго, Кантабрия).

До этого, в 1903 году, Алькальде дель Рио открыл пещеру Эль-Кастильо, в которой, как отмечалось, Обермайер руководил первыми раскопками в период 1910—1914. После этого многие квалифицированные специалисты периодически возобновляли работы. В настоящее время исследования ведут археологи Родриго де Бальбин Берманн и Сесар Гонсалес Сайнс. После открытия и первых экспедиций к «Ла-Пасьеге», зона мало посещалась — в частности, из-за тяжелого исторического периода, который пережила Испания. В 1952 году, во время расчистки земель под посадки эвкалипта, была обнаружена ещё одна пещера с небольшим кладом денег XVI века, которая получила название «Лас-Монедас» («Монеты») и в которой также было найдено святилище с наскальными рисунками и гравюрами. Это открытие навело инженера Альфредо Гарсию, Лоренсо на мысль о том, что гора Кастильо хранила и другие тайны. Геологическая разведка под его руководством обнаружила на следующий год другую пещеру с наскальными рисунками — «Лас-Чименеас», а также другие более мелкие пещерки, такие как Ла-Флеча, Кастаньера, Лаго…

## Археологические находки

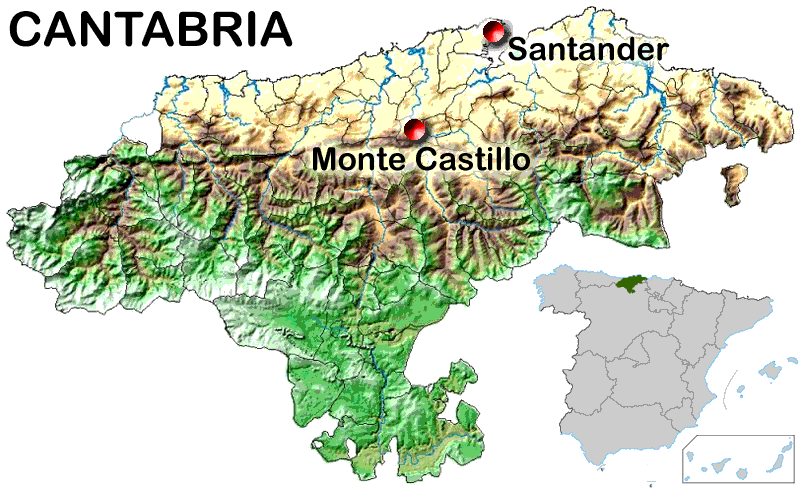
Положение горы Кастильо, в которой находится пещера Ла-Пасьега.

Кроме того, в пещере были найдены предметы, принадлежащие к солютрейской и мадленской культурам Кантабрии, которые послужили основанием для приблизительной датировки наскальных росписей. В 1951 году раскопками руководил доктор Хесус Карбальо. На базовом уровне были найдены неоднозначные по своим характеристикам объекты, возможно принадлежащие к мустьерской культуре. Над ними возвышался относительно богатый солютрейский уровень, содержащий, весьма характерные материалы, такие как лавровые листы и изготовленные под давлением зубчатые наконечники тончайшей работы, а также ассегаи. Эти находки относятся к более позднему этапу солютрейской культуры.
Наиболее ранний слой также изобиловал находками: резцами, шилами, просверленными предметами из костей и зубов, принадлежащим, возможно, к раннему периоду мадленской культуры.

## Наскальные рисунки
В соответствии с парадигмой Леруа-Гурана, Ла-Пасьега является образцом пещеры-святилища, а точнее — ряда святилищ разных эпох, построенных по определенным правилам. По всей видимости, эта идея созрела у выдающегося французского археолога, как раз во время изучения пещер Кантабрии в составе международной команды, исследовавшей пещеру Эль-Пендо в50-е годы: «Я могу подтвердить, что исследования наскального искусства в северной Испании сыграли решающую роль в концепциях профессора, которые позже стали широко известны благодаря многочисленным публикациям». Согласно Леруа-Гурану, этот тип пещер представляет собой сложный топографический комплекс, построенный по принципу иерархии между основными парами видов (полорогие против лошадиных), которые располагаются на самых выдающихся позициях в сопровождении второстепенных пород (оленевых, козьих…) и других, встречающихся реже, но также выполняющих определенную роль. Абстрактные изображения, с другой стороны, как правило фигурируют в наиболее отдаленных и труднодоступных уголках пещеры:
Животные и знаки подчиняются тем же основным бинарным формулам, что подчеркивается тем, что животные одного вида часто изображены по парам самка-самец (несмотря на что сложность росписей настолько высока, что нельзя их полностью объяснить символизмом плодородия). Основная характеристика — наличие двух видов A-B (лошадь-полорогое), которым противостоят две категории знаков — мужские и женские. Это указывает на возможное повторение этого символизма, или как минимум неоднозначность, символов в обеих категориях (S1 y S2).
Существуют, конечно, и исключения из этого правила: множество вариаций, которые зависят от каждого конкретного региона и эпохи, метафизический смысл которых ещё не до конца прояснен.

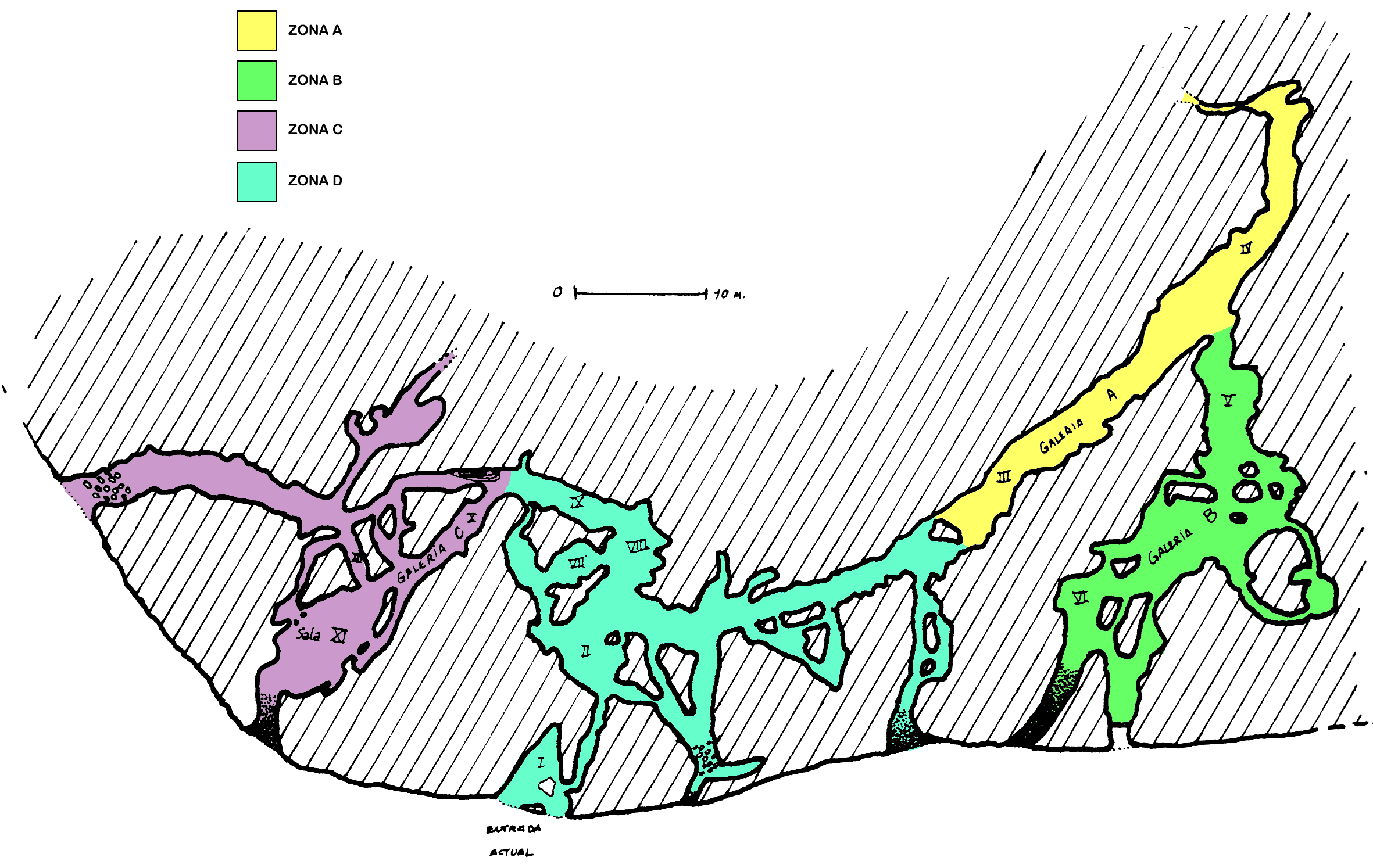
Общий план пещеры «Ла-Пасьега»

Хоакин Гонсалес Эчегарай, а позже его сотрудники, несколько раз пересчитывали представленные на рисунках виды животных. В результате считается, что на скалах изображено более 700 фигур, в том числе: 97 оленевых (69 самок и 28 самцов), 80 лошадиных, 32 козьих, 31 полорогое (17 зубров и 14 туров), два северных оленя, одно плотоядное, одна серна, один большерогий олень, одна птица и одна рыба, а также присутствует один возможный мамонт и около 40 неопределенных четвероногих, помимо более 130 характеризующихся удивительным разнообразием абстрактных знаков, (например, тектиформ), нескольких человекообразных фигур и сотен практически стертых пятен и следов.
Если судить по этим данным, можно предположить, что Ла-Пасьега являлась храмом, посвященным, в основном, оленю. Без сомнения, это животное играло важную роль в наскальных ансамблях, но, несмотря на их меньшее количество, полорогие присутствуют повсеместно и всегда занимают позицию, противоположную лошадиным. Кроме того, согласно исследователям, диалектическое противостояние [Зубр/Тур]<—>[Лошадь] выделяется не только привилегированным положением панелей и более крупным форматом, которые делают эту тему более заметной, но и использованием более утонченных методов. С другой стороны, в гроте размещаются два разных Святилища: восточное, занимающее Галереи A и B, и западное, в Галерее C. В промежутке между ними, в Зоне D, также возможно существование третьего, менее крупного, святилища, которое, впрочем, также может являться придатком западного. Наиболее представительными являются дальняя зона Галереи A, главный зал Галереи B и Зал XI в Галерее С.

### Галерея A: 1-е святилище

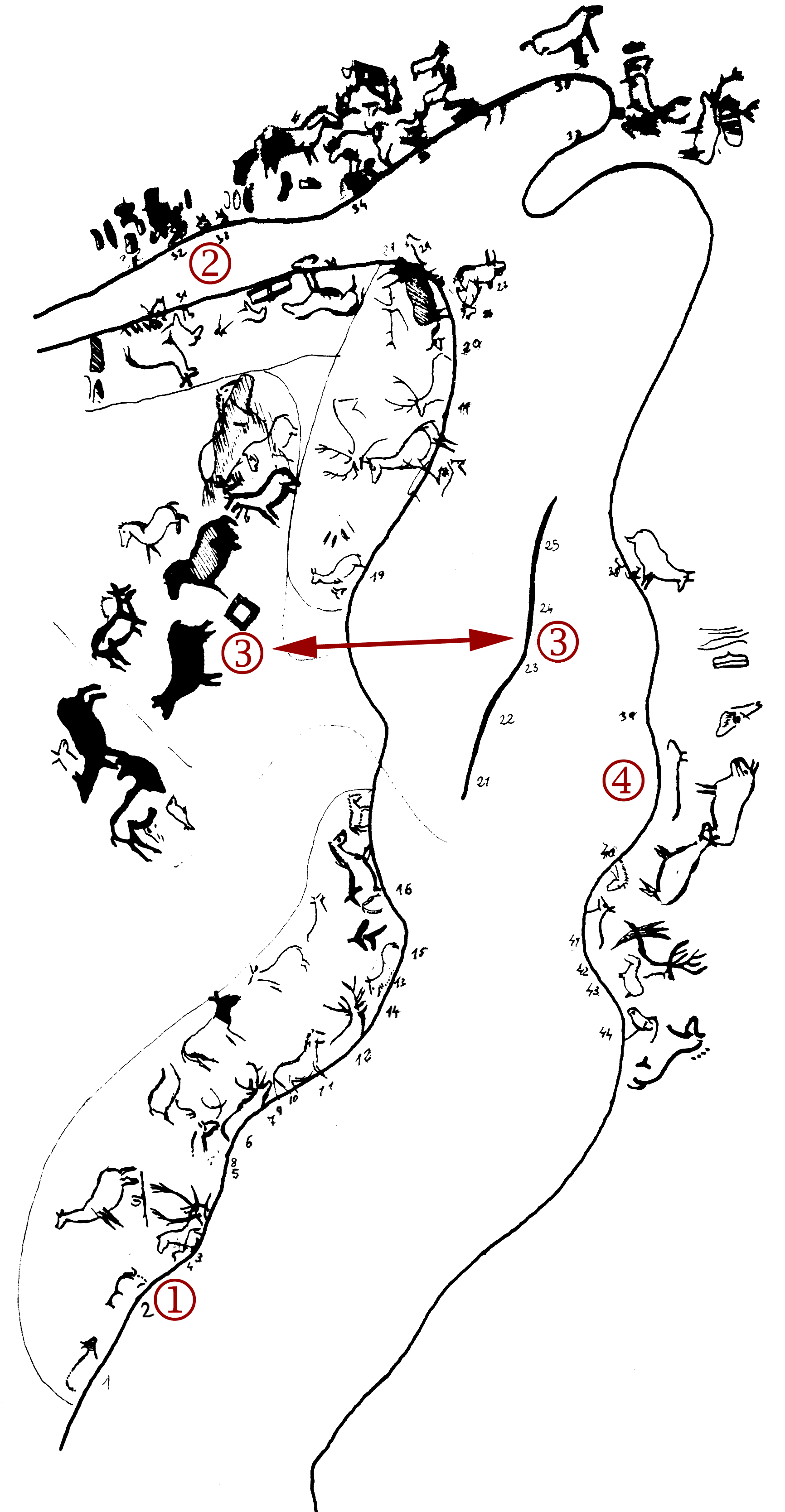
Схема наскальных изображений в Галерее A (1-е святилище).

Для того, чтобы проникнуть в Галерею A, необходимо спуститься в небольшую расщелину (раньше, вероятно, существовал другой вход, в настоящее время заблокированный сталактитами или внешними обвалами). На момент данной записи, галерея разведана до глубины 95 метров. Дальше она сужается и невозможно определить есть ли у неё продолжение. По мере продвижения, справа остается заблокированный вход в пещеру, а на глубине 60-70 метров, появляется проход в Галерею B. Чуть глубже располагаются основные художественные ансамбли этой галереи.
Приблизительно на глубине от 75 метров начинается само святилище. На этом месте изображены более 50 оленевых (в большинстве своем — самки), около 25 лошадей и меньшее количество полорогих (зубров и туров), которые, тем не менее, занимают наиболее стратегически выдающиеся местах. В этом святилище также располагается изображение человекоподобной фигуры, вульва, линейные и точечные знаки, квадрат и множество тектиформ (почти столько же, сколько оленей).
Росписи объединяются в несколько ансамблей на основе, прежде всего, орографических, но также и технических и тематических критериев, описание которых следует (по часовой стрелке). Схемы этих ансамблей разработаны в соответствии с зоологическими условностями семиотики Леруа-Гурана.
- Первая большая группа находится на левой стене галереи в качестве некоего двойного фриза и включает в себя множество оленей (в основном, самок), немалое количество лошадей и одного зубра в центре композиции. Здесь также присутствует ряд знаков, среди которых выделяется группа вульва-палочка (пара мужское-женское). Комбинация, с которой начинается композиция —Зубр-Лошади—, также может рассматриваться с этой точки зрения. Ансамбль закрывает небольшая группа лошадей, тогда как оленевые и абстрактные фигуры остаются в центральной и верхней части фриза.

|  |  |

Используемые техники включают пунктирование оленей и зубра, линейный рисунок (от вязкого до моделирующего), и только на двух изображениях (на головах у оленей) применяются частично плашечные цвета. Доминирует, без сомнения, красный цвет, но также присутствуют жёлтый и красно-фиолетовый. Без гравировки.
Далее, по левой стене галереи, располагается ряд менее значительных, относительно бессвязных групп. На них изображены всевозможные фигурки, которые, вероятно, дополняли следующий ансамбль. Четко выделяются олени в сопровождении абстрактных фигур и нескольких полорогих (возможно, туров), которые, по всей видимости, противостоят лошадям следующего ансамбля, находящегося за поворотом.
- Вторая большая группа начинается за поворотом влево, на дальнем отрезке, по обеим сторонам сужающейся галереи. На этот раз, лошадей и оленей, практически одинаковое количество, а полорогие, как это обычно происходит в Ла-Пасьеге, встречаются реже, но занимают не менее важные позиции (двое из них являются зубрами). Также присутствует человекообразная фигура, возможно женщина, и около тридцати прямоугольных тектиформ, располагаются как обычно в такого рода пещерах-святилищах:

Знаки, как правило, занимают отдельное от животных пространство, по краям панелей или в нишах, дивертикулах или более-менее близко от расщелин. Тем не менее также встречаются знаки, наложенные на фигуры животных.
Все полорогие сосредоточены по правой стороне и образуют, вместе с тремя лошадьми, бинарную диалектическую сердцевину этой второй группы, в которую также попадает человекоподобная фигура. Все это окружено характерными второстепенными животными (оленями) и абстрактными знаками. На левой стене, рядом с оленями, размещены пять лошадей, которые, возможно, находятся в бинарном отношении с полорогими, находящимися до поворота, о чём упоминалось выше. В конце галереи, которая постепенно превращается в узкий проход, с обеих сторон нарисованы прямоугольные знаки.
|  |  |

Рядом, в небольшом дивертикуле, находится третья, малозначительная, группа. В неё вошли пять оленей, ибекс и полорогое животное. Все это сопровождается семью квадратными знаками, один из которых выглядит как апельсиновая долька. Организация, казалось бы, ясна — картины образуют два противопоставленных ансамбля. С одной стороны, полорогое, несколько оленевых и абстрактные знаки, а напротив — лошади, (которые, таким образом, противостоят полорогим) с оленями, разными знаками и козьим животным.
Во всем этом комплексе росписей доминирует вязкий, моделирующий красный рисунок.
- Третья большая группа располагается на сталактитовом гребне, свисающем со свода (называющимся в спелеологии флагом), между двумя вышеописанными группами. Обе группы находятся близко, но отличаются по примененным техникам[13], что наводит на мысль о том, что они были исполнены в отдаленные эпохи. Присутствуют около десятка олених, немалое количество лошадей, два полорогих и квадратный знак. Если идти от входа, сначала встречаются большинство олених, за которыми следует сочетание лошадиных-полорогих, под которым располагается знак и прочие оленихи.

|  |  |  |

Наиболее качественной и часто встречающейся является плашечная раскраска. Плашечные цвета сочетаются с черными контурами (в двухцветных изображениях, например, в одной из лошадей), выделяются с помощью гравировки, подчеркивающей детали (в ряде олених), либо наносятся на выскобленную скалу, с целью контрастного сопоставления (например, в оленихе, окрашенной в красный цвет). Три из лошадей, а также голова четвёртой — чёрного цвета; квадратный знак — жёлтый; остальные фигуры — красные.
- Четвертая и последняя большая группа располагается напротив предыдущей и тесно связана с ней, так как содержит приблизительно одинаковое количество оленей и лошадей и пару зубров. Из знаков выделяется абстрактный рисунок в форме руки, похожий на найденные в пещере Сантьян[14], и красный знак, который напоминает гротескную голову зубра. В центре композиции фигурирует типичная двойственность лошади и зубра; в одном конце находится другой зубр, а в противоположном — остальные лошади. Нет плашечных цветов, гравировки, ни дихроизма; напротив, доминирует вязкий, более-менее моделирующий рисунок красного цвета.

### Галерея B, 2-е святилище

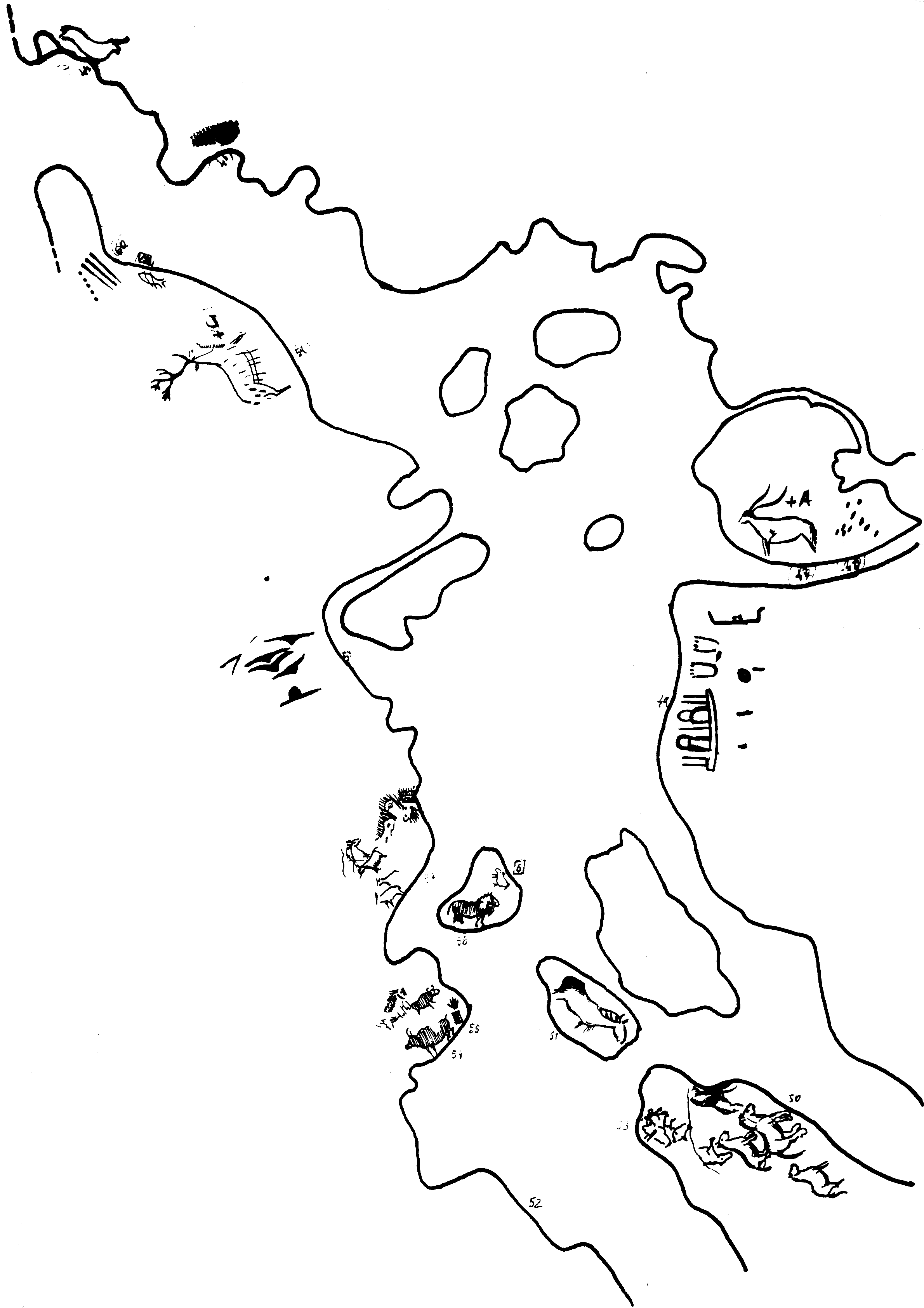
Схема расположения наскальных росписей в Галерее B, 2-е святилище.

На расстоянии 60-70 метров от входа в Галерею А, справа открывается проход в первый большой зал Галереи B. На значительном расстоянии от входа, который используется в настоящее время, находятся несколько выходов наружу, которые со временем оказались под завалом. Один из них сейчас открыт вновь, но неизвестно, использовался ли он в другое время как проход создателями росписей. Эта информация могла бы позволить лучше понять точку зрения, с которой творили доисторические художники при орографической разработке зала.
Плотность росписей в этом зале ниже, чем в Галерее A, с которой она, отчасти, связана. Количество оленей и лошадей почти одинаково, а полорогих меньше, как это обычно происходит в этом гроте. Выделяется оригинальность некоторых других фигур: рыбы, большого ибекса и абстрактных знаков, таких как палочки, грибообразные и небольшой набор редких знаков, известный как «Надпись».

Панель 53
Панели 54 и 55
Панель 57

Если здесь находился главный вход, можно предположить, что аккуратное распределение этих фигур предвосхищало основные панели Галереи A. Сразу за входом из Галереи A располагается небольшая высеченная олениха, а за ней, по обеим сторонам, знаки типа альфа по Леруа-Гурану (то есть, мужские знаки). Следуя вглубь, справа появляется рыба, за которой следует большой олень-самец, рядом с небольшой оленихой (оба чёрного цвета). Прямо перед центром большого зала появляются с обеих сторон знаки типа бета (женские) красного цвета. Сердцевину этого святилища составляют три группы или панели, которые повторяют схему полорогое-лошадь, в сопровождении второстепенных животных или без них. Есть ещё три панели, на которых изображены только лошади, некоторые из них — на тех же сталагмитовых столбах, другие — на стенах. В этой сердцевине выделяется позитивный отпечаток руки без видоизменений, но с шестью пальцами! Также присутствует знак в виде решетки, неопознанное животное, нарезная гравировка и один-единственный козел-самец.

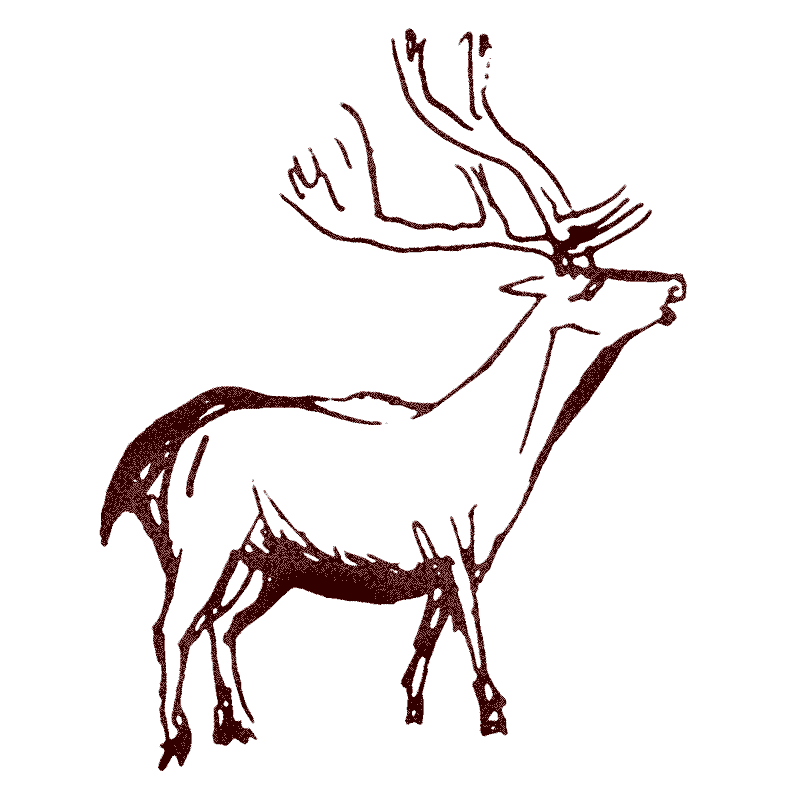
Красный олень, панель 59.
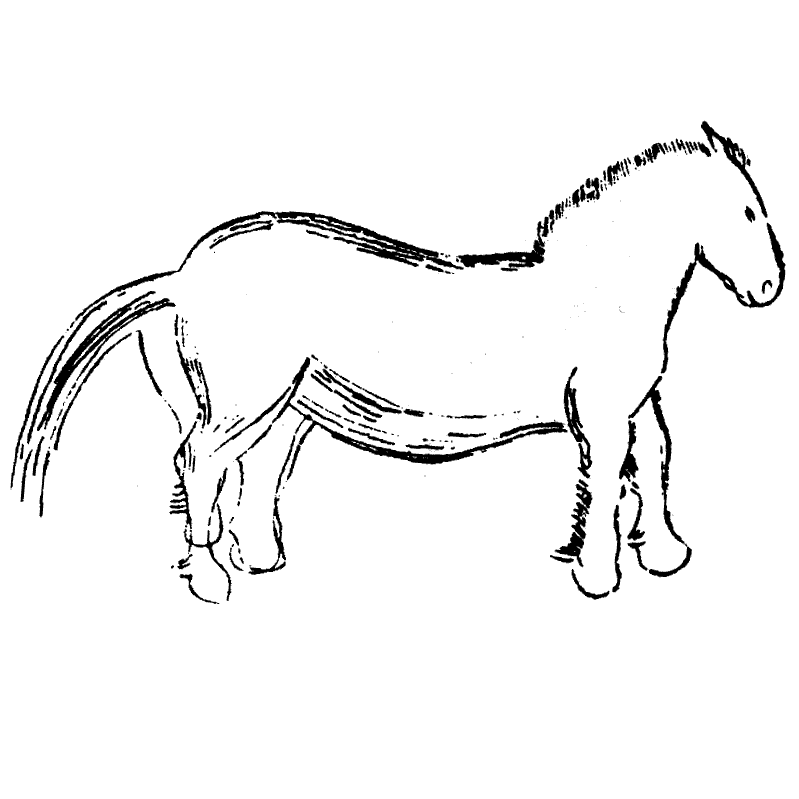
Гравюра лошади, панель 50.
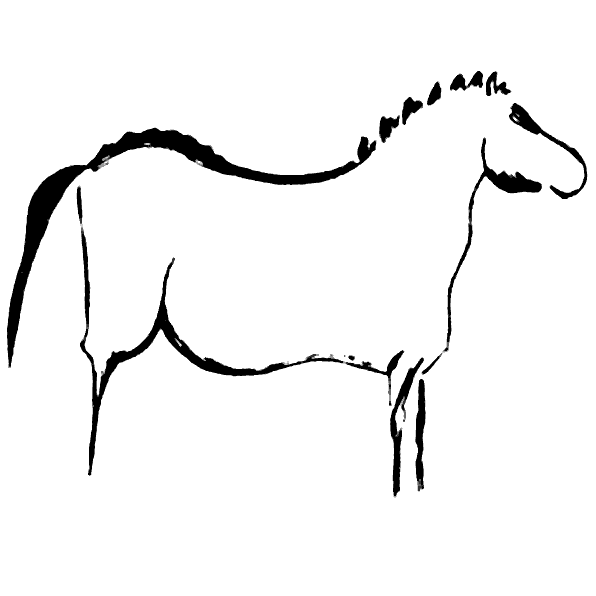
Черная лошадь, панель 51.
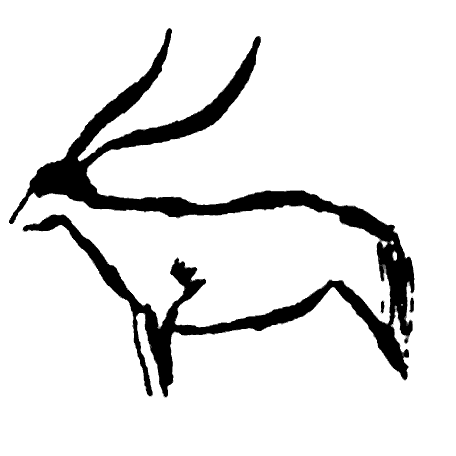
Черный ибекс-самец, панель 47.

Техники, используемые для этих росписей напоминают, отчасти, те же, которые присутствуют в Галерее A (что логично, если считать их дополняющими друг друга): красная краска, от моделирующей до вязкой, красные плашечные цвета с некоторым внутренним моделированием, выполненным с помощью скобления скалы и нанесением рисунка такого же, но более яркого цвета. Главное отличие заключается в массовом появлении гравировки, как простой, так и нарезной, особенно в выполнении лошадей.

### Галерея C (Зал XI), 3-е святилище

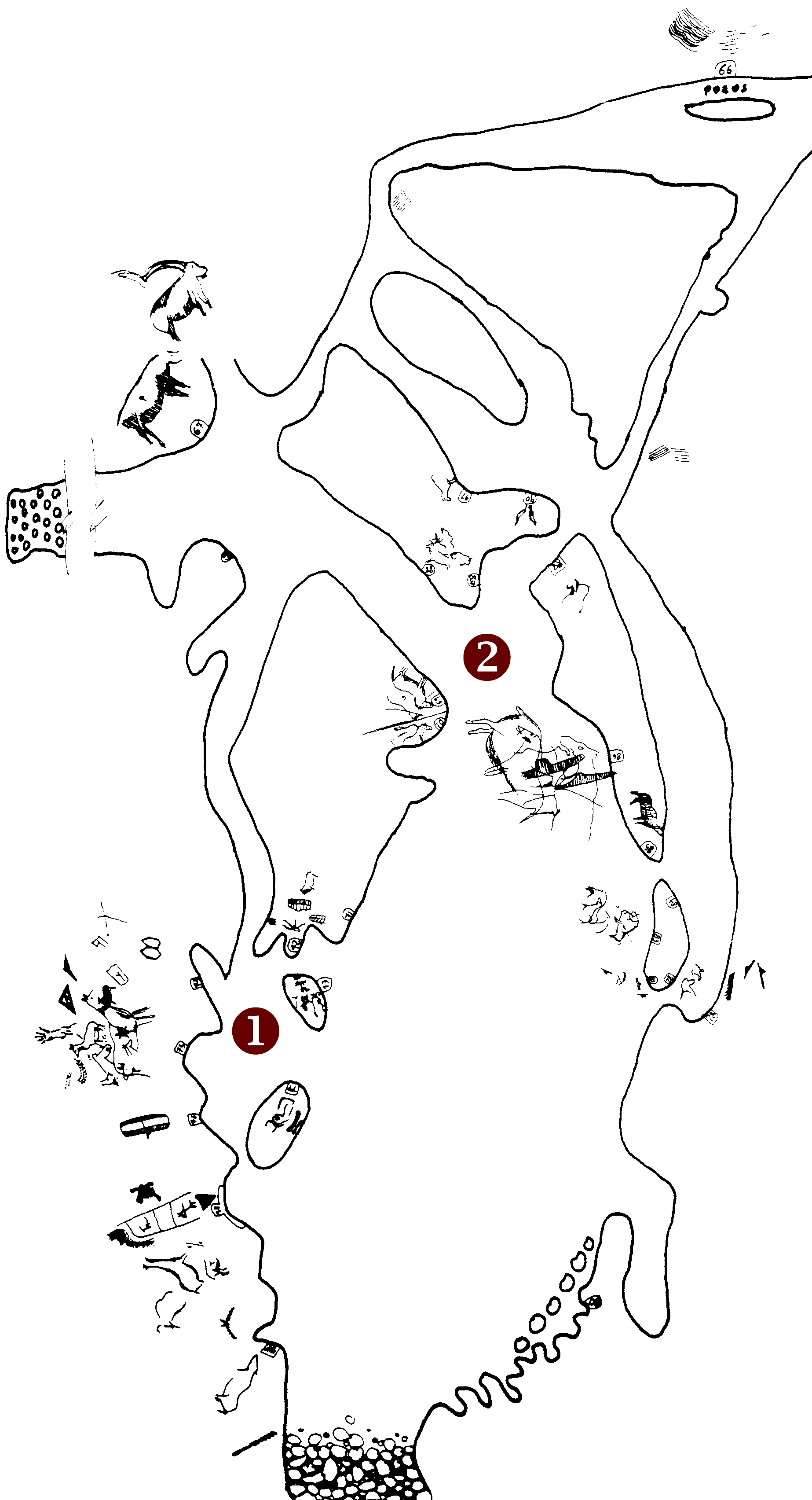
Схема расположения наскальных изображений в Галерее C, 3-е святилище.

Доступ к Галерее С осуществляется через проход, расположенный слева от входа и пересекающий Галерею D. В первую очередь встречается Зал XI Галереи С, которая, как и Галерея В, обладает прямым выходом наружу, засыпанным щебнем и камнями различного (в основном, алохтонного) происхождения. Как было указано в отношении 2-го святилища, наличие засыпанных проходов искажает оригинальное восприятие структуры росписей.
Леруа-Гуран указывает на наличие в этом зале двух четко разграниченных частей, которые занимают разные места, посвящены разным темам, а также отличаются по используемым методам и своей хронологии. Отдельно стоят два ибекса, отмеченные в первой монографии под номером 67, частично выполненные моделирующим методом с помощью чёрной плашечной раскраски. Этот метод отличает их от всех остальных фигур зала.
- Первый большой ансамбль Зала XI находится поблизости от предполагаемого изначального, в настоящее время перекрытого, входа. В него входят, в основном, оленихи, некоторые олени, несколько полорогих и пара лошадей, а также одно козье и другие трудно определимые символы (некоторые напоминают животных, другие — человекообразных). Также присутствует позитивный отпечаток руки чёрного цвета, пунктиры, палочки и другие абстрактные знаки, среди которых следует отметить так называемую «Ловушку» (некое подобие столба, который заключает в себя зубра и олениху (о которой более подробно будет написано ниже). Расположение этого ансамбля, по всей видимости, соответствует тройной структуре с вариациями: полорогое / лошадиное / оленевое плюс различные знаки или полорогое / лошадиное / человекообразное плюс знаки. Сосредоточение весьма разнообразных фигур крайне усложняет интерпретацию этой панели.

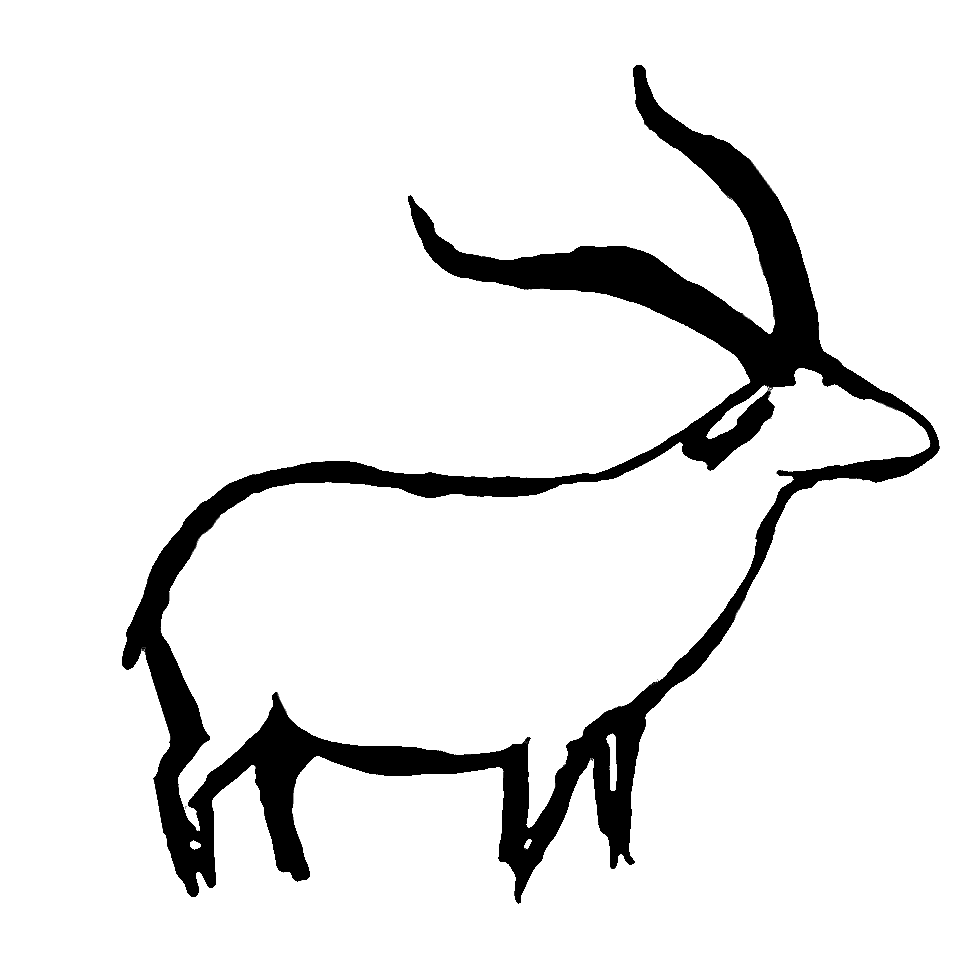
Ибекс-самец черного цвета, моделирующий рисунок (Галерея C).
Схема наскальных изображений панелей 74-75 (Галерея C).
Схема наскальных изображений панели 79 (Галерея C).

Преобладает красный вязкий рисунок, хотя некоторые из олених также выполнены с помощью высококачественной гравировки. Также присутствуют несколько черных фигур и двухцветное изображение одного из полорогих, в котором на красный плашечный цвет накладываются черные штрихи, возможно, добавленные в более поздний период. Предполагаемая человекоподобная фигура включает до трех цветов (красный, чёрный и жёлтый), что не характерно для Палеолита. Некоторые фигуры — жёлтого цвета.
- Второй большой ансамбль находится недалеко от доступа к Зоне D, то есть, на противоположной стороне зала. Среди представленных видов преобладают лошадиные, за которыми следуют полорогие и, в меньшем количестве, олени и ибексы. Также здесь присутствуют разные знаки — грибообразные, перообразные, палочки и пунктиры. Такое количество лошадиных и снижение числа оленевых не наблюдается в других частях пещеры, где последние регулярно являются основным видом.

Схема наскальных изображений панели 86 (Галерея C).
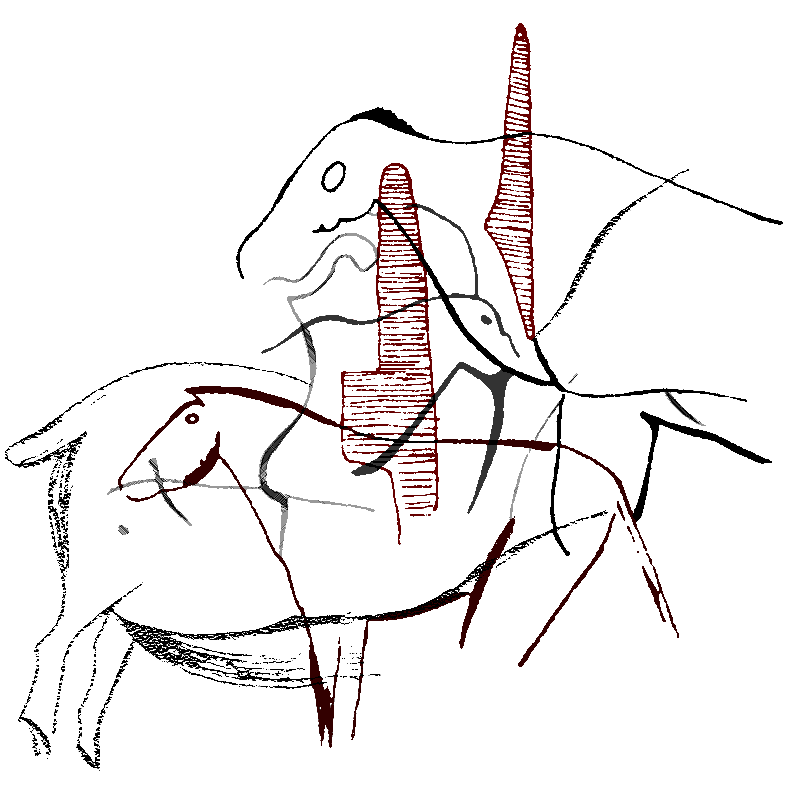
Наложение росписей и гравюр (Галерея C).
Схема наскальных изображений панелей 81-83 (Галерея C).
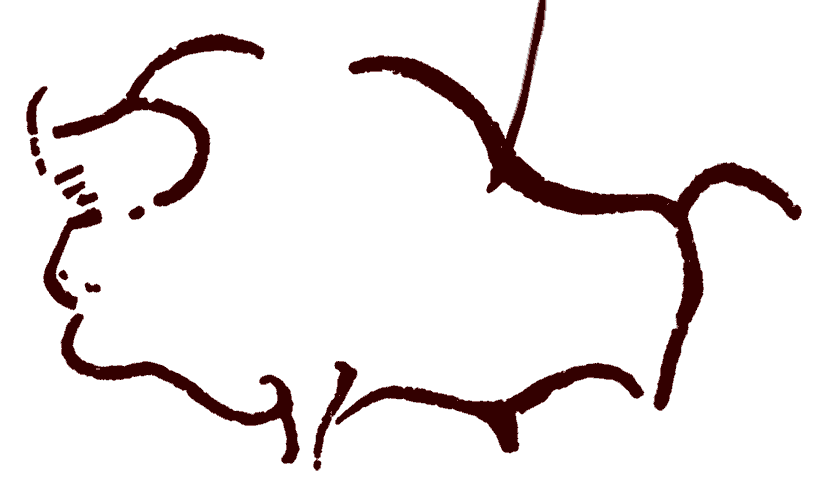
Зубр в темных тонах на панели 83 (Галерея C).

Организация композиции также представляет некоторую сложность. Абстрактные знаки располагаются ближе к входу, а наложение рисунков указывает на перекраску, возможно, осуществленную в разные периоды. Лошади, без полорогого, делятся на три возможные группы (только две композиции отвечают на характерный тип A-B, который мы рассматривали до сих пор). Многие фигуры стоят особняком, особенно в области прохода из Зоны D.
Преобладает техника гравировки с многократной обводкой (почти нарезная) и черные краски. Реже встречаются желтые, красные и охровые. Также имеется один двухцветный, менее значительный, рисунок. Из этого следует, что использованные техники отличаются от предыдущего ансамбля, что подтверждает теорию двух разграниченных областей в этом помещении.

#### Зона D
В промежуточной части пещеры, которая, возможно, является расширением святилища Галереи С, изображений намного меньше и их расположение менее сосредоточено. Также не наблюдается между ними какой-либо последовательности, за исключением пары маленьких ансамблей, в которых повторяется тема полорогое-лошадиное.

#### Различия между святилищами
В целом, между разными святилищами можно отметить ряд четких различий. В самой значительной из них —Галерее A— отсутствуют гравюры, за исключением некоторых фигур, в которых они сочетаются с плашечной раскраской. Напротив, в обилии встречается пунктирование, наряду с другими техниками раскраски, в основном, красного цвета. Ибекс встречается очень редко, а оленевых, с другой стороны, почти вдвое больше, чем лошадей, и в пять раз больше, чем полорогих. Наблюдается множество абстрактных фигур и прямоугольных тектиформ.
В Галерее B, с меньшим количеством изображений, отсутствует пунктирование, в то время как гравировка (простая или нарезная) приобретает определенное значение. Козьи по-прежнему встречаются редко, за исключением зала, который был открыт в 60-е годы, а абстрактные знаки характеризуются разнообразием. Особенно оригинальна так называемая «надпись».
В Галерее C располагаются два, так сказать, независимых святилища. В обоих присутствует нарезная гравировка, но, в то время как первый из них выполнен в основном в красном цвете, во втором преобладает чёрный. Кроме того, козьи занимают более выдающиеся позиции, чем в других местах пещеры. Абстрактные знаки, особенно красные, выделяются своей оригинальностью.
Как в Галерее A, так и в Галерее С, встречаются двухцветные рисунки, хотя в каждом случае разного типа.

## Абстрактные знаки
Абстрактные и возможно человекоподобные знаки Ла-Пасьеги классифицируются следующим образом:
- Пунктиры — простейшие знаки пещеры. Обычно появляются в двух вариантах. В первом варианте, многочисленная группа точек сопровождает и возможно дополняет другие абстрактные знаки. Чаще всего встречаются в Галереях B и C. В последней из них точки, по всей видимости, связаны с оленихами, но знаки нарисованы, тогда как животные высечены, из чего можно сделать вывод, что они принадлежат к разным эпохам.

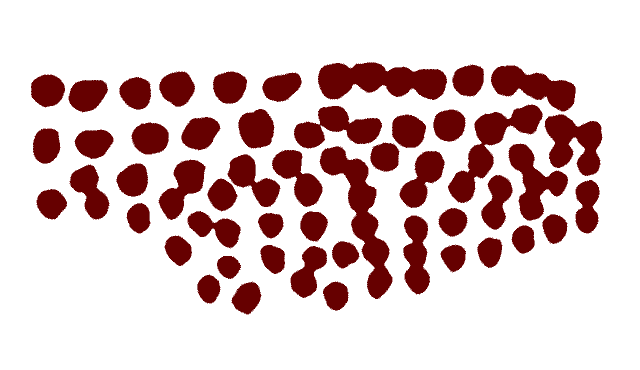
Большая серия точек.
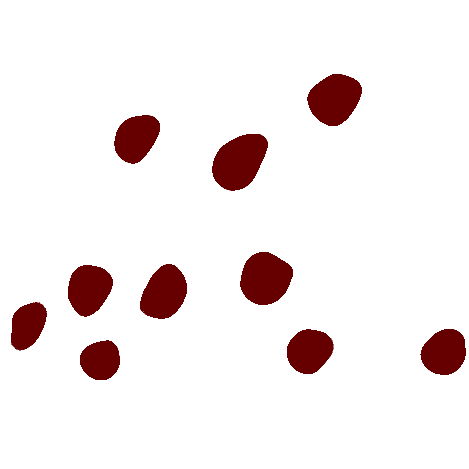
Маленькая серия точек.
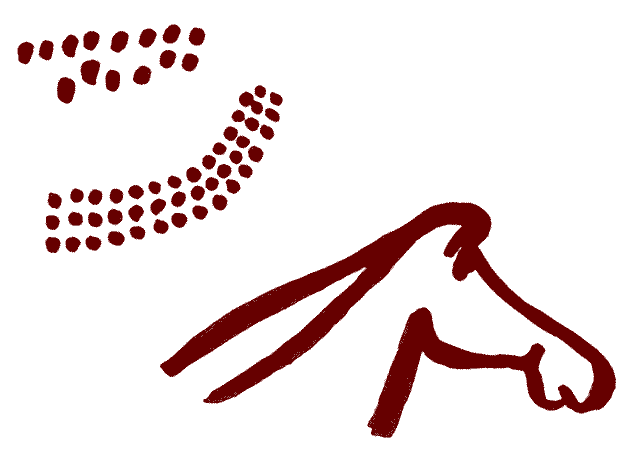
Лошадиная голова с двумя большими сериями точек.
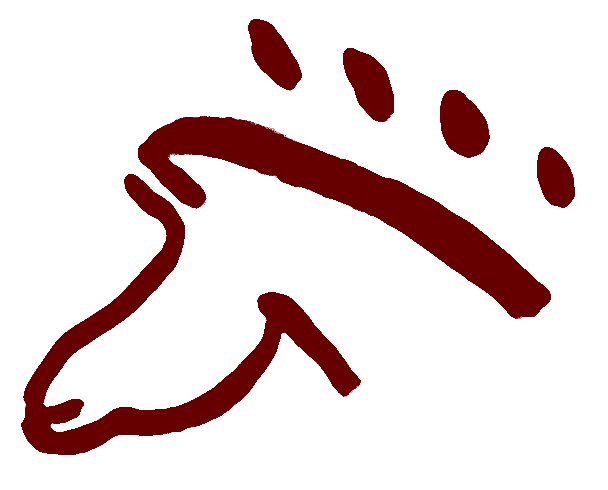
Лошадиная голова с небольшой серией точек.

Во втором варианте, точки собраны в очень малочисленных группах. В таких случаях они чаще бывают привязаны к фигурам животных. С другой стороны, во всех залах встречаются одна или две небольшие группы точек около полорогих. В Галерее A пара лошадей с ореолом из точек располагаются друг против друга, почти у самого входа в зал. Пунктиры чаще встречаются в рисунках солютрейского периода.
- Линейные знаки представляют большее разнообразие и сложность, как по своей морфологии, так и по своим сочетаниям (периодически они сочетаются с оленихами). Есть знаки в виде стрелы, ветки, пера, простые линии (палочки) и т. д. Например, на одной из первых панелей Галереи A знаки этого типа сочетаются с вульвой и оленихой. На втором ансамбле Галереи C зубр (панель 83), возможно, связан с линейным рисунком (есть предположение, что это поражающее его копье) и некоторыми другими символами. Рядом располагается линейный перообразный знак и другие грибообразные, которые рассматриваются ниже. Не все они были выявлены в первой монографии, но появляются в статье Леруа-Гурана[16]).

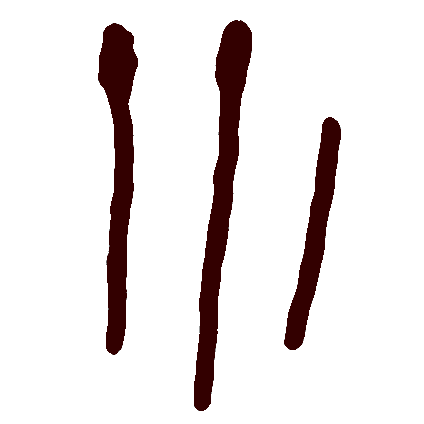
Палочки.
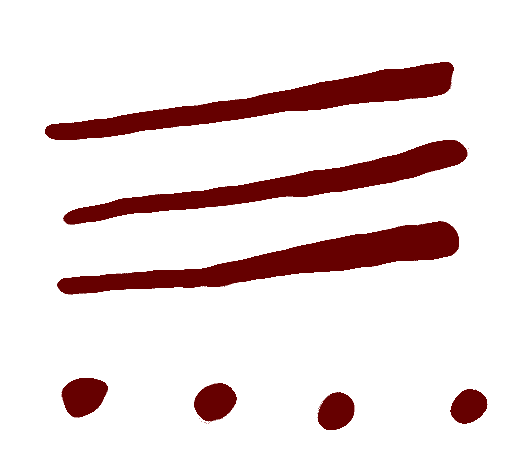
Линейные знаки и пунктиры.
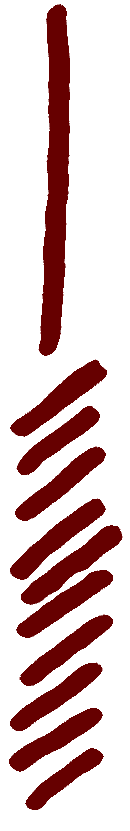
Стрелообразный знак.
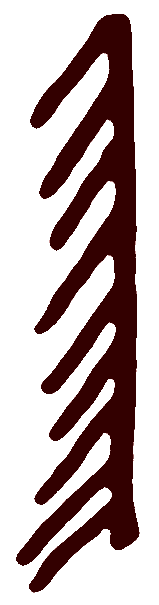
Перообразный знак.

В последнюю очередь, у входов в Галереи B и C ряды палочек собраны в снопы. Брейль связывает этот тип знаков с топографией святилищ: возможно эти знаки направляли посвященных или предупреждали их о возможных опасностях (ямах и пр.). Однако, при посещении пещеры, становится ясно, что опасные зоны виднее, чем сами предупреждения. Леруа-Гуран считает, что это мужские символы, находящиеся в двойственной связи с самой пещерой, которая, по его мнению, сама заключает в себе женское начало (как описано ниже).
- Грибообразные: так называемых грибообразных знаков сравнительно много, особенно в Галерее B и в Зале XI, тогда как они практически отсутствуют в Галерее A. В Зале XI начертаны наиболее типичные знаки этого типа, сопровождающие, как правило, лошадей. Одно из изображений Леруа-Гуран описывает как «пристыкованный знак»[18], так как он объединяет в одном абстрактном рисунке линии или палочки (мужское начало) с грибообразным знаком (женское начало). Типология и хронология этих знаков отличается разнообразием.

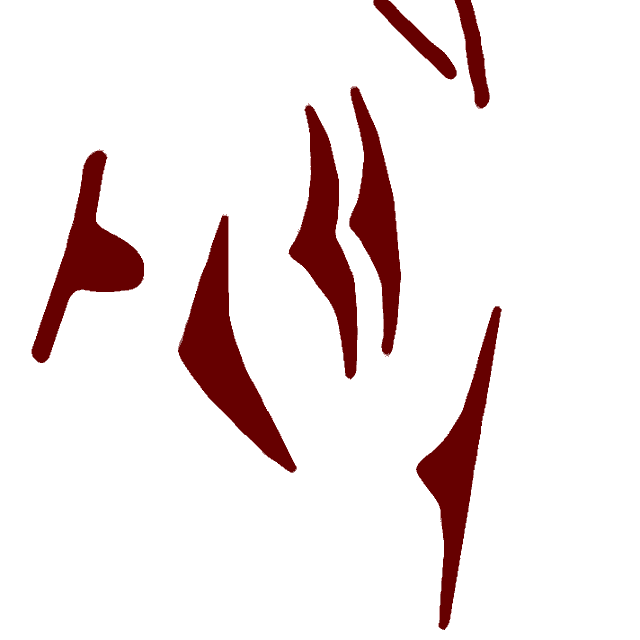
Грибообразные знаки.
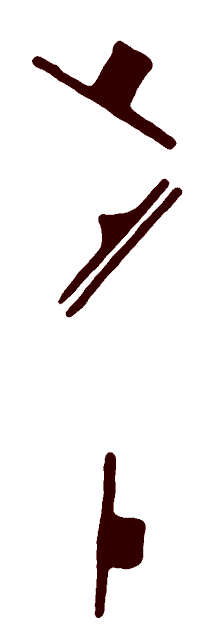
Пристыкованный грибообразный знак.
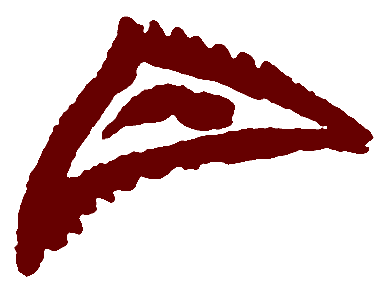
Треугольный знак.
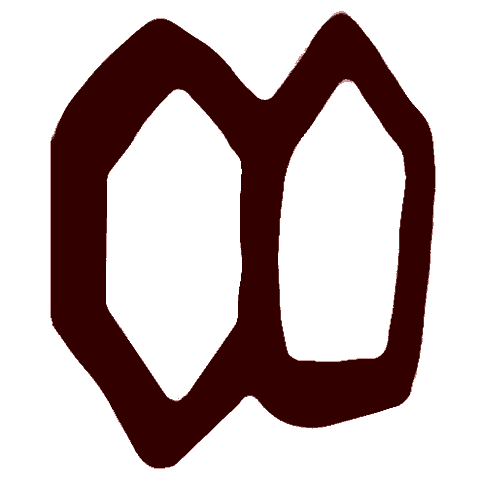
Многоугольный знак.

- Многоугольные абстрактные знаки составляют разнообразную группу, в которую входят квадраты, пяти- и шестиугольники. Есть знаки такого типа в каждом зале, и, хотя редко, но они также встречаются и в других пещерах. В частности, в Галерее B есть знак в форме решетки, который напоминает другие похожие знаки в пещерах Агуас-де-Новалес и Марсула. В Галерее A находится четырёхугольный символ, похожий на располагающиеся в одном из дивертикулов Ласко. В последнюю очередь, необходимо упомянуть абстрактный знак, составленный из смежных пятиугольника и шестиугольника, что, по мнению специалиста Пилар Касадо, является разновидностью овальных знаков[19].
- Тектиформы, несомненно, чаще всего встречающиеся знаки в этой пещере. Они имеют более-менее прямоугольную форму, иногда с придатками или внутренними делениями. Несмотря на их обилие, они отсутствуют в Галерее B. Брейль датировал и установил их последовательность. Леруа-Гуран считает, что их следует причислять к Стилю III. Аналоги тектиформ Ла-Пасьеги можно встретить во многих пещерах Испании и Франции, в том числе, в близлежащей пещере Эль-Кастильо. В Ла-Пасьеге они находятся в самой дальней и узкой области Галереи A, а также в первой большой группе Зала XI.

- Особые знаки:

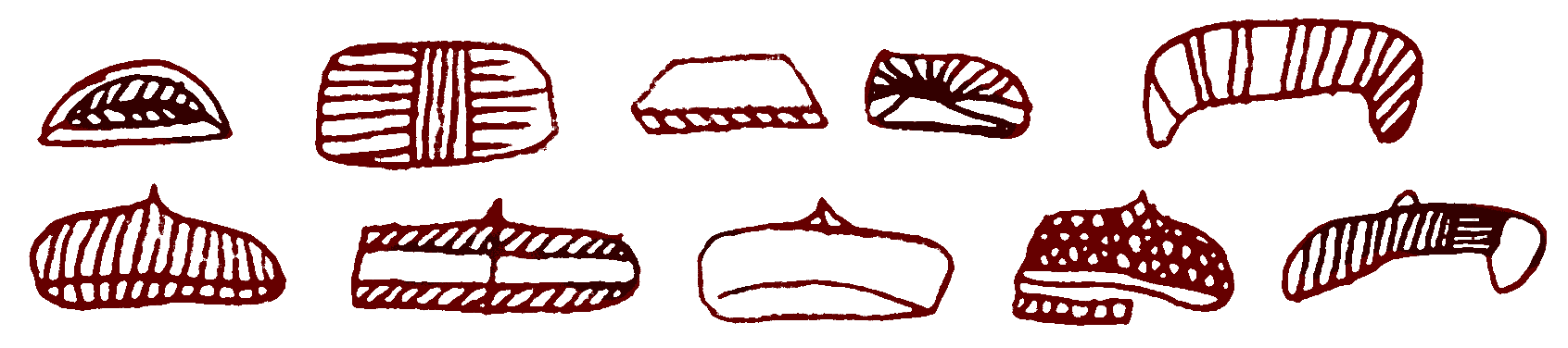
Тектиформы Галереи A.

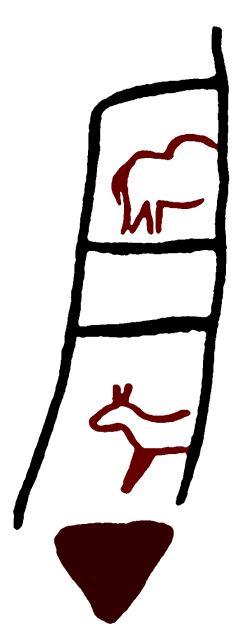
«Ловушка».

- Ловушка: описывая эту своеобразную группу Галереи С, Брейль первым заметил, что на самом деле эта роспись — результат нанесения чёрного квадратного, сильно продвинутого символа на две красные, более древние фигуры. Леруа-Гуран соглашается с тем, что фигура может быть результатом объединения двух рисунков разных эпох, но не видит в нём развития тектиформы. Кроме того, он считает, что автор перекраски преследовал определенную цель —поместить животных (заднюю часть зубра наверху, голову и передние лапы оленихи) в рамки фигуры. Все это исследователь включает в Стиль III и интерпретирует как мифограмму, комбинирующую три символа женственности. Жорда Серда и Касадо Лопес, напротив, не видят женской символики в Ловушке, и связывают фигуру, скорее, с другими изображениями огороженных участков, как находящиеся в Лас-Чименеас и Ла-Пилете.

- Надпись в Галерее B — другой из этих сложных и уникальных знаков. Брейль видит в ней настоящую надпись, содержащую код для посвященных. Леруа-Гуран объясняет, что, при разложении на составные, получается рисунок, состоящий из символов женского начала. Жорда видит в надписи типичный знак в форме «мешка», связанный с вышеуказанными огороженными участками и змееобразными знаками, которые появляются в конце Среднего цикла. Касадо Лопес указывает на наличие аналогичных знаков в Марсуле и Фон-де-Гоме. Амелькин предлагает способ прочтения надписи с использованием символов австралийских аборигенов и протоафразийских (препротобаскских) пиктограмм.

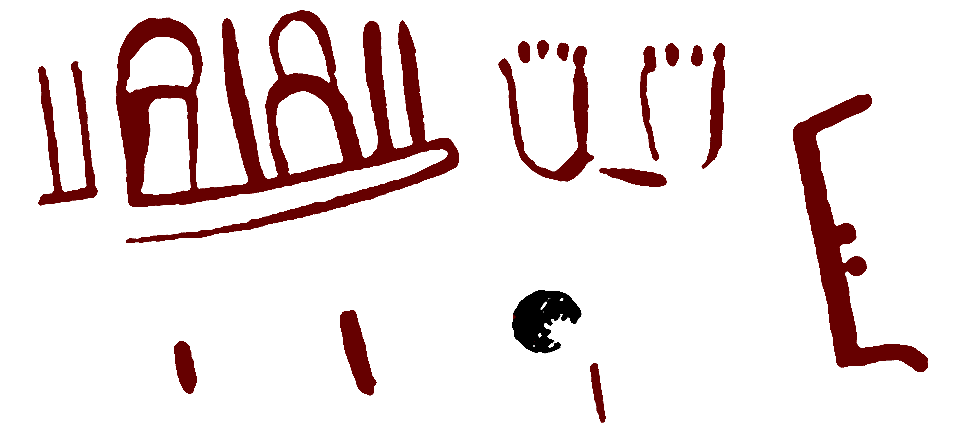
Так называемая «Надпись Ла-Пасьеги»

- Человеческие изображения: в эту категорию входят все, более или менее реалистичные, полные и частичные изображения человеческого тела. Первое частичное изображение представляют из себя вульвы: около трех овальной формы, одна прямоугольной и одна треугольной, расположенная недалеко от «Ловушки». В эту группу также входят руки, которые по-разному исполнены в Ла-Пасьеге. Одни из них — схематичные; представляют из себя так называемые рукообразные знаки и хранят связь с изображениями Сантьяна. Также в пещере находится красный позитивный отпечаток руки с шестью пальцами и квадратным решетчатым знаком. В последнюю очередь, имеется ещё один позитивный отпечаток руки, но выполненный в чёрном цвете, штрихи которого удлиняются (возможно, в попытке изобразить руку до плеча). Далее следуют предполагаемые полные человеческие или человекообразные изображения:

- Около трех (четырех, если считать вышеуказанную чёрную руку) изображений считаются человекообразными. Тем не менее, это довольно спорная категория. Самый сомнительный образец находится в Галерее A и представляет из себя возможное изображение женщины, связанное с серией частичных, трудно опознаваемых рисунков животных. Также является спорным другое шарообразное изображение, выполненное в красном плашечном цвете, размещенное в Зале XI. В непосредственной близости располагается единственное человекообразное изображение, признанное всеми исследователями и выполненное в нескольких цветах: тело нарисовано красным цветом, с большим ртом, тогда как волосы — черные. На голове у него несколько рогов, также черных (по мнению специалистов это более поздние добавления). Под рисунком располагается линейный, желто-охровый абстрактный знак, который Брейль интерпретирует как фаллос. С этой человеческой формой связаны два странных знака красного цвета.

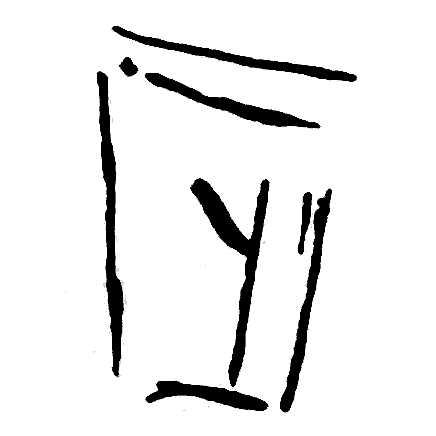
Вульва.
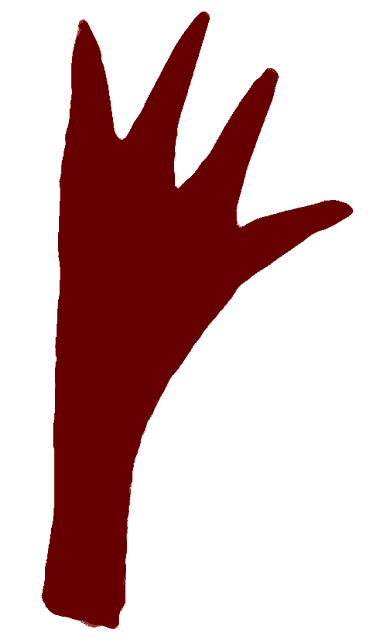
Рукообразный знак.
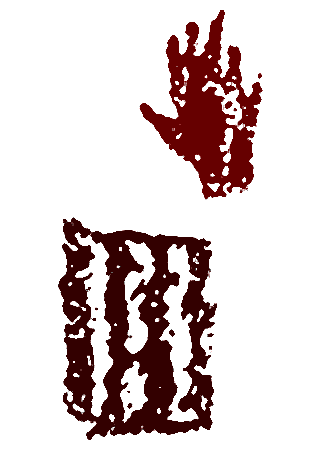
Отпечаток руки и абстрактный знак.
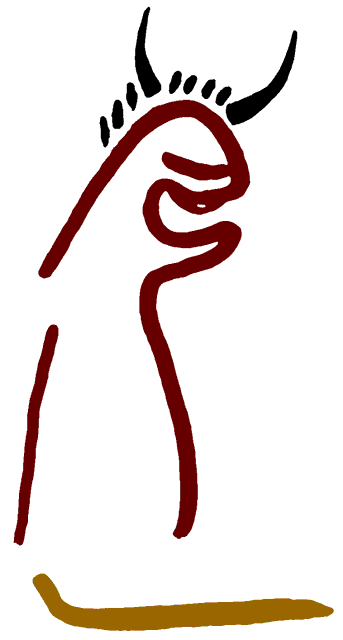
Человекообразное изображение.

## Попытки датирования
Ла-Пасьега содержит множество наложений и перекрасок, которые позволяют установить относительную хронологию росписей. С другой стороны, большое разнообразие использованных техник и цветов указывает на то, что пещера использовалась на протяжении довольно широкого периода. Авторы монографии 1913 года определили три стадии, охватывающие практически все развитие искусства палеолита: два этапа ориньякской культуры, один солютрейский и редкий двухцветный эпигон, который, возможно, принадлежал к мадленской культуре. Позже Анри Брейль, один из авторов монографии, установил одиннадцать художественных этапов с той же временной амплитудой.
Позже Леруа-Гуран предложил собственную хронологию общего типа, которая, в основном, совпадает с мнением Гонсалеса Эчегарая. Работы Галереи A и первого подразделения святилища Зала XI (Галереи C) они относят к изначальному Стилю III, в то время как второе подразделение святилища того зала, к Древнему стилю IV. Леруа-Гуран опирается на аналогии, существующие между произведениями Галереи A и Ласко, и, хотя признает, что последние являются более архаичными, считает, что они совпадают во времени. Последние исследования, проведенные с помощью новых систем абсолютного датирования живописи, указывают на то, что классификация стилей, предложенная Леруа-Гураном и другие относительные датирования имеют слабое основание.
Профессор Жорда также задался целью пересмотреть хронологию Ла-Пасьеги. В своих последних публикациях он отнес произведения этой пещеры к Среднему циклу (солютрейско-мадленской культуре), в полном объёме соглашаясь с одиннадцатью этапами Брейля, но при этом серьезно усомнившись в принадлежности части работ к ориньякской культуре. К солютрейскому этапу Среднего цикла он относит фигуры, окрашенные в красный цвет, как тонкие, так и широкие, вязкие рисунки, а также часть пунктированных изображений. Гравюры этого периода, считает Жорда, грубо выполнены и редки. Вскоре после них появляются красные неполные лошади, выполненные в живом и реалистичном стиле, некоторые прямоугольные абстрактные знаки и так называемая «Надпись». Во второй части Среднего цикла (Нижней мадленской культуре кантабрийского региона), сохранилась архаичная обводка гравюр, но появился многократный штрих и нарезное выполнение лошадей в Галереях B и C, а также олених в Галерее С. Фигуры могут окрашиваются в красный цвет, с помощью пунктира, вязких или моделирующих штрихов. Также встречаются черные, с моделирующей обводкой. Важнее, однако, наличие красных плашечных цветов, создающих моделирующую светотень, иногда в сочетании с гравировкой или дополнительными черными штрихами. Эта техника лучше других придает картине динамизм (повороты шеи, движение лап…). Некоторые авторы считают эти фигуры наиболее продвинутыми. Двухцветные рисунки встречаются редко и в большинстве случаев являются корректировками, внесенными позднее с помощью красок, отличающихся от оригинального исполнения. Только одна лошадь в Галерее A, принадлежащая к последней группе, может считаться подлинно двухцветной (как фигуры Эль-Кастильо). Чаще всего встречающиеся абстрактные знаки — квадраты с внутренними подразделениями. Жорда считает, что во время Среднего цикла человекоподобные фигуры исчезли; тем не менее, в Ла-Пасьеге их несколько — от одной до четырёх, в зависимости от оценки исследователя.
Со другой стороны, профессора Гонсалес Эчегарай и Гонсалес Сайнс, похоже, разделяют общие идеи Леруа-Гурана и признают, что произведения Ла-Пасьеги принадлежат к Стилям III и IV. В частности, они считают, что в Стиле III выполнена почти вся Галерея A и первый ансамбль Галереи C (Зал XI), в которых преобладает красная окраска, пунктир и простой линейный рисунок. В них также моделируется объемность с помощью плашечных цветов и дополнительной гравировки или двухцветного рисунка. С другой стороны, Стиль IV присутствует, в основном, в Галерее B и во второй группе Галереи С. На этом этапе преобладает чёрный или коричневатый цвет, тонкий линейный рисунок, практически без моделирования, но с внутренней полосатой раскраской. Гравюры также встречаются чаще (в виде простых линейных рисунков или повторяющихся штрихов, нарезки и, даже, скобления).
Уран-ториевая (U-Th) датировка натёков дала одну выбивающуюся из серии дату — 64,8 тыс. л. н. (51,56±1,09 — 79,66±14,90 тыс. л. н.), остальные даты приходятся на конец позднего палеолита и голоцен, самая молодая дата — 3070 лет до настоящего времени.

## Смысл наскальной живописи Ла-Пасьеги
По одной пещере, какое бы количество панелей и крупногабаритных ансамблей она не содержала, нельзя определить значение всей наскальной живописи Палеолита. Вследствие, необходимо рассматривать применимость разных общих теорий к данному конкретному объекту.

#### Магический культ
Традиционно наскальное искусство Палеолита рассматривается как некое волшебное средство, направленное на достижение успеха в охоте по гомеопатическому или симпатическому принципу. Эта гипотеза не находит подтверждения в Ла-Пасьеге: в ней едва ли встречаются пораженные животные, за исключением зубра с панели 83, упомянутого выше, который, с известными оговорками, может считаться животным, пораженным метательным оружием. Тем не менее, наиболее распространенным видом в этом гроте является олень, который также был основным предметом охоты среди народов кантабрийского региона в эпоху Палеолита. Что касается остальных животных, их количество непропорционально: на первом месте, должен был находиться ибекс, затем полорогие, а последнее место должна была занимать лошадь.
Француз Анри Дельпорт проанализировал это расхождение между так называемыми «кулинарными признаками» (то есть, останками броматологической фауны, найденными на археологических объектах Позднего Палеолита) и «эстетическими признаками» (флорой и фауной, представленными в наскальной живописи). Согласно Дельпорту, несоответствие между этими двумя элементами является доказательством того, что теория «магического культа» (по крайней мере, сама по себе) не объясняет искусство Палеолита. Альтернативное объяснение, которое предлагает этот исследователь предполагает более сложную и разнообразную мифологию. Эта мифология должна была быть очень развитой, с учетом технического мастерства, которое показывают первобытные художники, не только в религиозном или магическом смысле, но и как отражение социально-экономического положения. В последнюю очередь, он считает, что своими произведениями первобытный художник утолял не только свои метафизические потребности, но и своё стремление к красоте или реализму.

#### Пещера как святилище
С момента появления первых интерпретаций доисторического искусства, в особенности тех, которые рассматривали фигуры как символы плодородия, считалось, что сама пещера могла, сама по себе, являться представлением женского начала: через неё устанавливалась связь с Матерью-Землей-созидательницей и её маткой. Французская исследовательница Анетт Ламинг-Эмперер оформила в систему эту идею. Согласно Ламинг-Эмперер все искусство Палеолита укладывается в символическо-метафизическую систему полового характера. С одной стороны, распределение фигур в пещере не случайно, но соответствует определенному структурированному плану, существующему в сознании доисторического человека. Этот план отражает его видение мира и космогонию. Как и в современных церквях, синагогах и мечетях, оформление и структура пещер более-менее отвечает определенной схеме Вселенной. Согласно этой системе, разные образы, знаки и изображения (и даже сама орография) выстроены в соответствии со сложной иерархией, с трудом для нас постижимой, но в которой сама пещера и её проходы, ниши и дивертикулы символизируют женский половой орган.
Согласно Ламинг-Эмперер, есть внешние святилища, связанные с местами проживания, и внутренние, подземные и труднодоступные святилища, которые начинаются там, куда не проникает наружный свет. Эти внутренние святилища посещаются редко и только ограниченным количеством людей, но используются на протяжении тысячелетий, что объясняет наложения и перекраски. С этой точки зрения, в Ла-Пасьеге Галереи B и C являются внешними святилищами, с прямым доступом извне (в результате раскопок, в Галерее B были обнаружены археологические материалы, принадлежащие солютрейской и мадленской культурам). И, напротив, Галерея A отвечает характеристикам внутреннего типа.

#### Структурализм Леруа-Гурана
Андре Леруа-Гуран не только соглашается с восприятием пещеры как святилища, носящего женский символический характер («Пещера-Мать»), но и ищет некую повторяющуюся структуру, обобщающий закон, прочное научное обоснование, противоположное партикуляризму истористов.
Приводятся многочисленные примеры того, как парадигма Леруа-Гурана находит применение в этой пещере. Как и другие (в том числе, Коваланас, в которой есть только одна лошадь, а наличие полорогих обсуждается), Ла-Пасьега не совсем типичная пещера, ввиду большого количества оленей и олених. Однако, автор оставляет в стороне количество и обращает внимание на качественные характеристики росписей. Учитывая тщательную обработку и повторяющееся стратегическое, привилегированное положение бинарной структуры лошадь-полорогое, Ла-Пасьега соответствует теории французского исследователя. В доказательство того, что количество фигур не имеет решающего значения, автор приводит пример католических церквей, в которых важнейшие фигуры —Христос и Дева— далеко не самые многочисленные.
С другой стороны, он не рассматривает фигуры как изображения физической действительности, конкретных сцен или эпизодов, но как символы вневременной метафизической реальности. Фигуры, таким образом, образуют «мифограммы». Леруа-Гуран также подчеркивает, что за бинарной комбинацией мужского и женского начал, лошади и полорогого, стоит более глубокая идея противопоставления противоположностей, в частности, «эндогамных половин» отдельного общества. Это противопоставление основывается на половом или каком-либо другом признаке. Кроме того, бинарная комбинация является лишь частью серии более сложных, зачастую троичных, формул, в которых олени, возможно, играют центральную роль. Леруа-Гуран обстоятельно изучил многочисленные аспекты Ла-Пасьеги, исходя из своей парадигмы, и среди прочих соображений, он узрел в ней пример пещеры с тремя святилищами, в которых повторяется общая формула с некоторыми вариациями в качестве и количестве изображений. Аналогичные повторения находятся только в Ласко: Галереи B и C считаются внешними святилищами, так как в них был прямой доступ, а Галерея A — святая святых, внутреннее святилище с большей метафизической силой. В каждом из них располагаются: у входа, большие группы знаков женского начала (у входа в А — рукообразный знак и несколько тектиформ); у входа в B — решетчатый символ; у входа в C — так называемая «Ловушка»); вторая группа противостоящих знаков — это линейные и точечные знаки, которым противостоят абстрактные грибообразные фигуры или тектиформы, за исключением Галереи B, в которой находится так называемая «Надпись»; а посередине — изображения фауны, в которых тема «лошади-полорогие» занимает самое выдающееся, хотя и не всегда центральное, место.
Критики этой теории указывают, в основном, на чрезмерное обобщение, недостаточное внимание, уделяемое особенностям каждой пещеры (таким как цвета или хронология росписей), излишнюю статичность перспективы, с которой рассматривается святилище, недооценку значения количества некоторых видов (в данном случае, оленей) и попытку распространения однородных правил на все искусство Палеолита. Испанский доисторик Альмагро Басч лично заявил однажды французу: «В ваших ассоциациях вы мешаете различные техники, цвета и эпохи.» Эти критические замечания исходят из среды истористов. Что касается сторонников общей теории, никто на сей день так и не смог построить парадигму, сопоставимую с предложенной Леруа-Гураном.

#### Другие толкования
Среди прочих реакций на теорию, выдвинутую Леруа-Гураном, выдается позиция профессора Жорды, который не соглашается, с тем, что на все загадки 15000 лет искусства есть один единственный ответ. Этот специалист уделяет особое внимание использованию разных цветов и техник живописи (аспекты, которые Леруа-Гуран, как уже было отмечено, считал случайными). Жорда считает, что эти элементы соответствуют разным художественным традициям отдельных человеческих групп эпохи Палеолита. В его понимании, искусство отображает зоолатрический культ, связанный с охотничье-собирательской экономикой и очень примитивным, возможно, эндогамным, обществом. Оно включает магические элементы (обряды) и религиозные элементы (мифы), связанные с плодовитостью (вульвы и фаллосы), культ предков (человекоподобные фигуры), деревьев (разветвленные абстрактные фигуры) и другие, которые зачастую очень непросто определить.
Теории Брейля и Леруа-Гурана многократно подвергались критике, несмотря на что, они продолжают быть наиболее полными и обобщающими, что обязывает к их рассмотрению. Тем не менее до того, как начали применяться к наскальным рисункам системы абсолютного датирования (Углерод-14, термолюминесценция, анализ пигментов и пр.) датировки ограничивалась предположениями. На основе этих систем зарождается постстилизм, который вносит необходимые поправки и уточнения в классификацию стиля и последовательность развития, предложенную Леруа-Гураном.
Понятие пещеры как святилища также встает под знак вопроса. С одной стороны, открытие ряда наскальных ансамблей на открытом воздухе опровергает идею «пещеры-матери». С другой, перепроверка и реконструкции исходного оформления пещер (в том числе, Ла-Пасьеги) показали, что не всегда можно отличить святилище от жилых помещений, так как они занимают одно и то же пространство (например, Галерею B). Из этого следует, что все понятия о палеолитическом святилище, которые принимались до сих пор, подлежат обязательному пересмотру.
Постстилизм опирается на новые научные методы, но, в то же время, означает возвращение к историзму — признанию разнообразия причин и отказу от обобщающих, глобальных теорий, таких как структурализм. Рассматриваемое явление считается слишком сложным, чтобы объединить его под одной теорией. В то же время, предлагаются новые точки зрения, выходящие за рамки религиозных и магических объяснений.
Одним из наиболее перспективных предположений является рассмотрение искусства Палеолита как системы общественного проявления, повышающей внутреннюю сплоченность группы и её интеграцию со средой. Предполагается, что разные рисунки соответствуют конкретным группам и что каждая группа использовала собственную символику. В Ла-Пасьеге об этом красноречиво свидетельствуют тектиформы, показывающие одинаковые особенности во всей восточной Астурии и западной Кантабрии. И даже в рамках этой ограниченной территории отмечаются тонкие различия между тектиформами долин Сельи, Бесайи или Паса. Таким образом, можно предположить, что разные знаки являлись эмблемами или отличиями определенных групп, населяющих эти территории.